# Xochititla, Tlilapan
Xochititla är en ort i Mexiko.   Den ligger i kommunen Tlilapan och delstaten Veracruz, i den sydöstra delen av landet, 220 km öster om huvudstaden Mexico City. Xochititla ligger 1 175 meter över havet och antalet invånare är 139.
Terrängen runt Xochititla är bergig västerut, men österut är den kuperad. Runt Xochititla är det ganska tätbefolkat, med 166 invånare per kvadratkilometer. Närmaste större samhälle är Orizaba, 6,8 km norr om Xochititla. I omgivningarna runt Xochititla växer i huvudsak städsegrön lövskog.